# 刘逢君
刘逢君（1941年—），辽宁沈阳人，中国人民解放军将领、中国人民解放军中将。 
1999年，授予中国人民解放军中将，曾任北京军区副司令员兼北京卫戍区司令员。2008年，当选第十一届全国政协委员，代表特别邀请人士，分入第五十六组。并担任提案委员会专委。